# Schottenova–Baumannova metoda
Schottenova–Baumannova metoda, známá také jako Schottenova–Baumannova reakce, je organická reakce používaná k přípravě amidů z aminů a chloridy karboxylových kyselin.

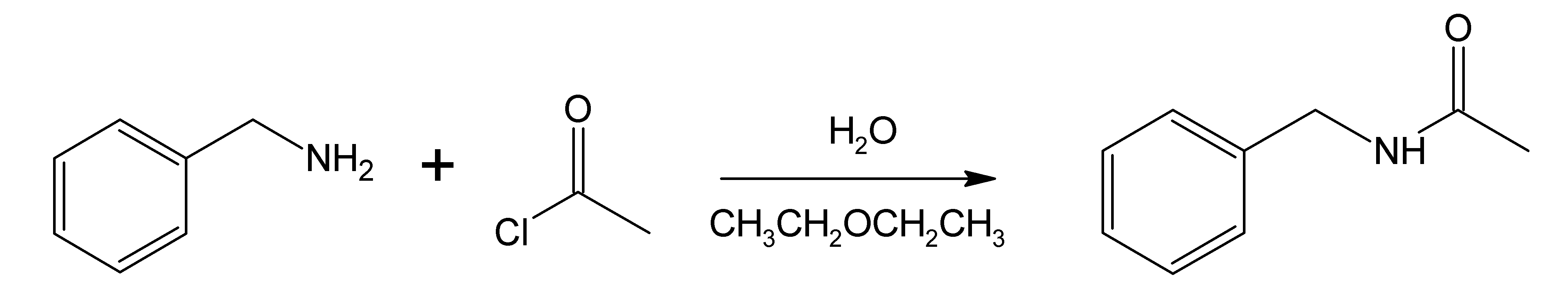
Příklad Schottenovy–Baumannovy reakce. Benzylamin reaguje s acetylchloridem za vzniku N-benzylacetamidu.

Stejným názvem se označují i přípravy esterů z acylchloridů. Tyto reakce byly poprvé popsány v roce 1883 německými chemiky Carlem Schottenem a Eugenem Baumannem.
Označení „Schottenovy–Baumannovy reakční podmínky“ často odkazuje na použití dvoufázového systému rozpouštědel, který se skládá z vody a organického rozpouštědla. Báze ve vodné fázi neutralizuje kyselinu vznikající při reakci, zatímco výchozí látky a produkt zůstávají v organické fázi, často v dichlormethanu nebo diethyletheru.

## Využití
Schottenova–Baumannova reakce nebo reakční podmínky se v organické syntéze využívají velmi často.
Příklady:
- syntéza nonivamidu, syntetického kapsaicinu
- syntéza benzamidu z benzoylchloridu a fenylethylaminu
- syntéza flutamidu, nesteroidního antiandrogenu
- acylace benzylaminu pomocí acetylchloridu nebo acetanhydridu